# فینال جام اتحادیه فوتبال انگلستان ۲۰۰۲

ترکیب دو تیم بلکبرن و تاتنهام در بازی فینال

فینال جام اتحادیه فوتبال انگلستان ۲۰۰۲، رقابت پایانی جام اتحادیه فوتبال انگلستان در سال ۲۰۰۲ میلادی است که مابین دو تیم باشگاه فوتبال بلکبرن و باشگاه فوتبال تاتنهام در ورزشگاه میلنیوم کاردیف برگزار شده‌است.
این مسابقه که در تاریخ ۲۴ فوریه ۲۰۰۲ انجام شده‌است با نتیجه ۲ بر 1 به سود تیم باشگاه فوتبال بلکبرن به پایان رسید.